# Rhisnes
Rhisnes is een plaats en deelgemeente van de Belgische gemeente La Bruyère. Rhisnes ligt in de Waalse provincie Namen en was tot 1 januari 1977 een zelfstandige gemeente.

## Geografie
De autosnelweg E42/A15 snijdt de deelgemeente in twee. Ten noorden ervan bevindt zich de dorpskom en het Bois de Hulplanche, terwijl ten zuiden van de autosnelweg zich de kasteeldomeinen van Arthey en La Falize, die eigendom zijn van de familie De Mévius, een van de belangrijkste familiale aandeelhouders van InBev, bevinden. Beide domeinen die tijdens het ancien régime aparte heerlijkheden waren, werden in 1748 verenigd en vormden van 1795 tot 1806 een zelfstandige gemeente onder de naam Artey-Falize.

## Demografische ontwikkeling
- Bronnen:NIS, Opm:1831 tot en met 1970=volkstellingen, 1976= inwoneraantal op 31 december

## Wijngaard
De wijngaardpercelen van La Falize liggen verspreid op een indrukwekkend domein van 250 hectaren.
1. ↑  Wijnhuis Domaine La Falize. Gault&Millau Wine Guide Belgium. Geraadpleegd op 19 januari 2025.